# 貿易事務所
貿易事務所（ぼうえきじむしょ、トレードオフィス、ほかには通商代表部、商用オフィス 、または貿易ミッションと表現される)は、商業の利益政府の外国における（例えば都市、州、または国など） 資本促進のため正式設立される事務局。施設の長は、通常、 営業担当者または商業担当者と呼ばれる。

## 台湾
中華人民共和国の1つの中国政策の結果として中華民国（台湾）との関係が限られているため、台湾政府と正式な外交関係を持っていない多くの国々に対する台湾の利益、および台湾に対する利益は通常、事実上の大使館または領事館として機能する1つ以上の貿易ミッションによって行われている。例えば、ミャンマーが台北市内にミャンマー連邦共和国駐台北貿易事務所を設置している。